# Comunicación sexual

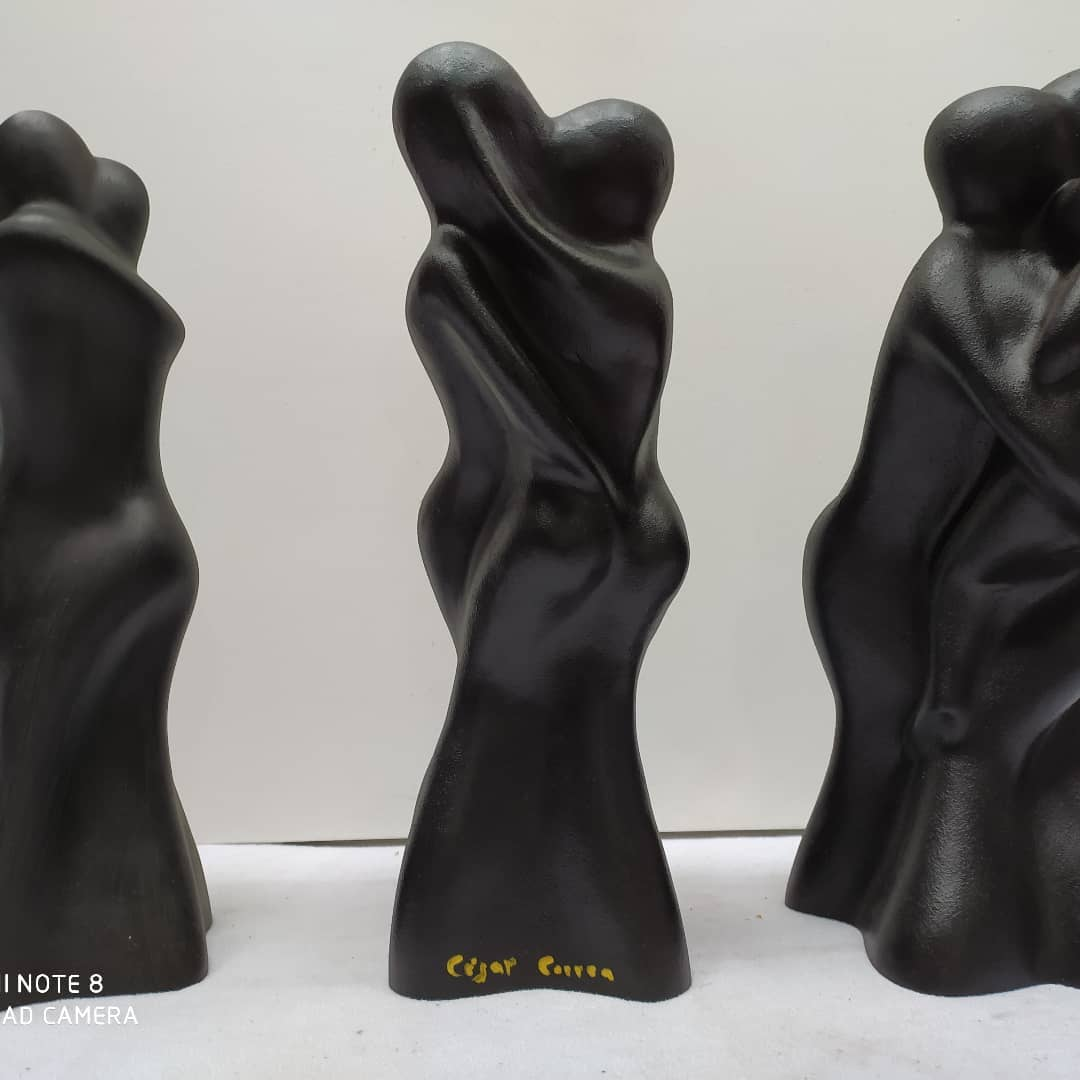
Esculturas beso abrazo la familia

La comunicación sexual es una conversación, una comunicación sobre sexo entre socios, que es necesaria para obtener el consentimiento sexual, conocer lo que les gusta y lo que no y obtener placer sexual. 
La comunicación sexual es una etapa de transición del período romántico de una relación a una relación íntima y sexual más cercana entre parejas.
La comunicación sexual es importante para mantener una cultura del amor románticoy libre interacción entre parejas, en contraposición a la violencia.
La comunicación sexual en diferentes países se basa en la religión elegida y las costumbres matrimoniales de los socios, por lo que puede comenzar en diferentes etapas de la relación de los socios. La comunicación sexual no es primaria en la relación entre parejas, pero en las relaciones armoniosas ocurre después de la percepción espiritual de la pareja. 

## Importancia para la vida sexual

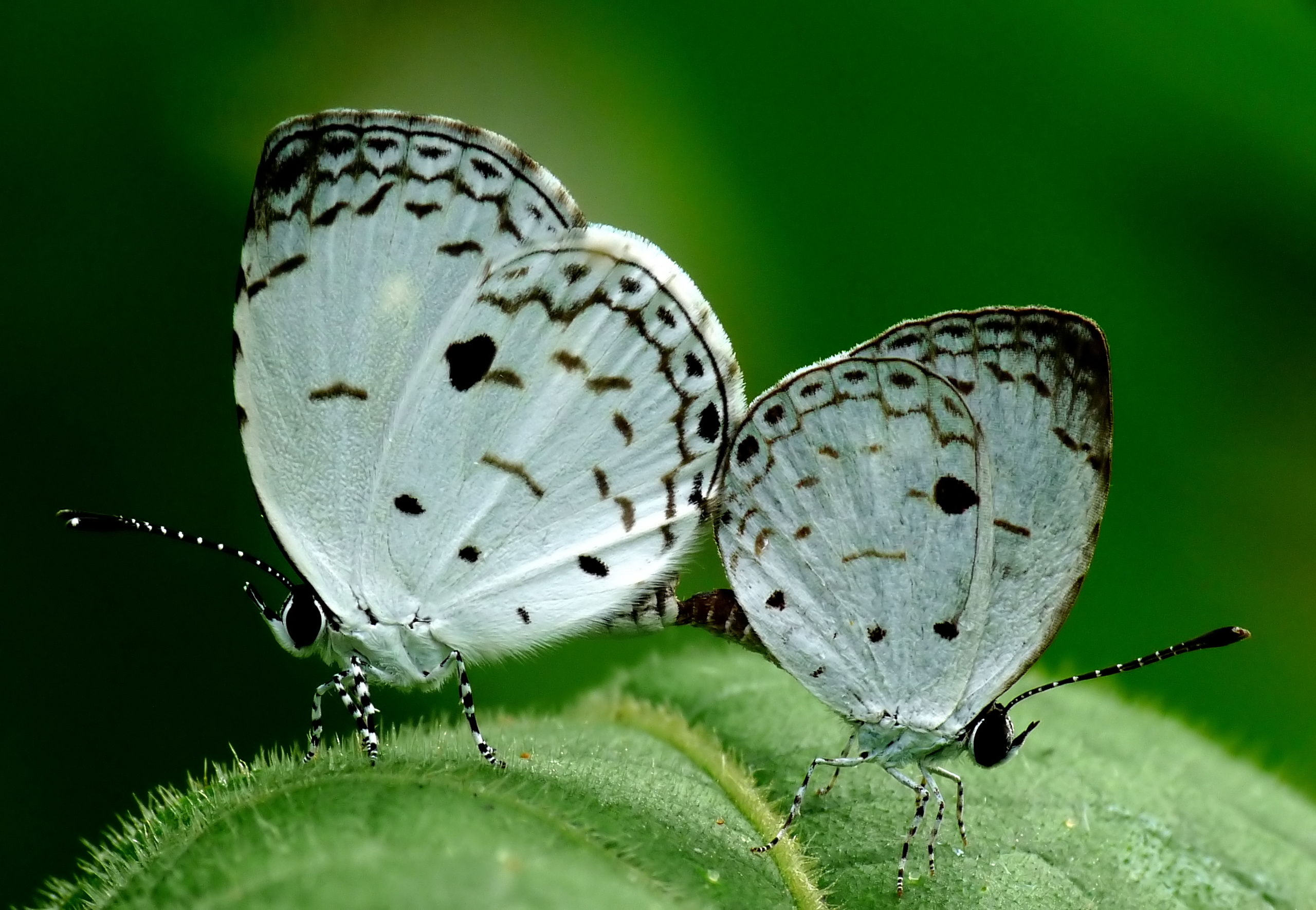
Neopithecops zalmora enamorada de Kadavoor

La comunicación sexual es necesaria para que las parejas puedan compartir sus experiencias sexuales entre sí basándose en la confianza y el respeto, de forma segura. 
- Para el inicio de una relación sexual es importante el consentimiento al sexo, es decir que el consentimiento sea libre, informado, revocable, entusiasta y específico. Cuando "NO" significa NO. Los actos sexuales siempre deben ser consensuados y nunca deben basarse en la persuasión, la coerción, el engaño o el chantaje.
- Las relaciones sexuales que comienzan sin consentimiento para tener relaciones sexuales, así como el consentimiento para tener relaciones sexuales que se obtiene mediante una promesa fraudulenta de matrimonio, se consideran violación .
- La comunicación sexual incluye estar al tanto del estado de salud de la pareja respecto de las ETS (enfermedades de transmisión sexual), hablar sobre los objetivos de la relación, hacerse juntos pruebas de ETS y practicar sexo seguro y anticoncepción
- La comunicación sexual positiva, que se basa en las reglas de etiqueta sexual, está asociada con la satisfacción sexual en las relaciones y el bienestar.
- La etiqueta sexual en diferentes países puede variar según la cultura, tradiciones, costumbres y religión de esos países.
- La comunicación sexual ayuda a las parejas a entenderse mejor para construir relaciones íntimas y comprender las diferencias en las percepciones y sentimientos de las parejas en la actividad sexual.

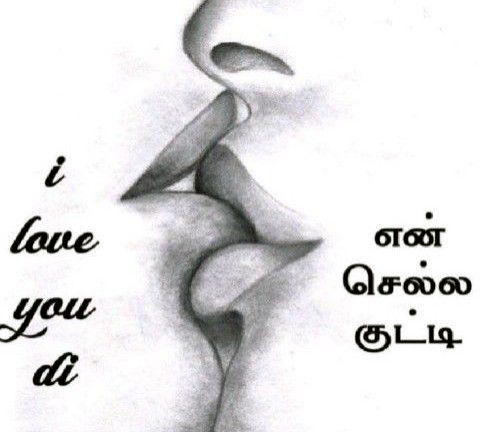
Sentimiento de amor

- Sentimiento de amorHablar sobre sexo abre la autoconciencia a la autorreflexión para tener sexo consciente con una pareja. [4]

## Formas de comunicación sexual
Comunicación sexual basada en la ética sexual:
La comunicación física son acciones físicas que hablan más que las palabras: una mirada, una mano colocada suavemente pueden hablar mejor que las palabras.
Las señales sexuales son instrucciones verbales o no verbales a una pareja para comunicar acciones deseadas o indeseables. Las experiencias sexuales son más placenteras y significativas cuando los miembros de la pareja pueden comunicarse libremente sus deseos: tocarse, besarse.
La comunicación verbal debe realizarse con tacto, sin torpeza ni incomodidad. Una buena conversación sobre sexo puede mejorar el deseo y la excitación sexual de la pareja y promover la preocupación por su salud sexual .
Educación es importante que los niños adquieran conocimientos básicos sobre la sexualidad humana y las relaciones sexuales seguras y saludables, y la educación sexual brinda esas oportunidades. Para los adultos, la educación sexual amplía el conocimiento sobre el sexo, desmiente mitos e informa sobre los aspectos biológicos y éticos de esta área de la vida.
La intimidad es una parte necesaria de la relación emocional y sexual cercana entre los socios, lo que fortalece la relación y aporta individualidad a la relación romántica de una pareja. 

## Investigación científica
Según investigaciones realizadas por científicos, las relaciones sexuales son importantes para mantener una función sexual saludable. Estudios de varios años, a partir de la década de 1970 muestran que las parejas que tienen más dificultades sexuales tienen problemas con la comunicación sexual y la expresión sexual. Estudios realizados en 2014 indican que la autorrevelación sexual es importante para la salud sexual y la satisfacción sexual, siendo una de las formas de prevenir la disfunción sexual. La autorrevelación sexual implica que las parejas hablen sobre sus preferencias sexuales, su deseo de participar en determinadas actividades sexuales, sus valores sexuales y sus experiencias pasadas. 

## Ver. también
- Sexo
- Consentimiento para tener relaciones sexuales
- Educación sexual
- Sexo seguro
- Sexología
- Ética sexual
- Sexualidad
- Erótica
- Orientación sexual
- Libido
- Flirteo
- Asexualidad
- Fantasía sexual
- Revolución sexual
- Salud sexual
- Sexismo